# Muralla i castell d'Hostalric
L' actual fortalesa militar d'Hostalric, originàriament, havia estat una fortificació d'origen medieval del municipi d'Hostalric (la Selva). Està situat sobre un cingle estret de pedra basàltica a la riba esquerra del riu Tordera, a la seva confluència amb la riera d'Arbúcies. Juntament amb la muralla medieval, és una obra declarada bé cultural d'interès nacional.

## Descripció

### Muralla

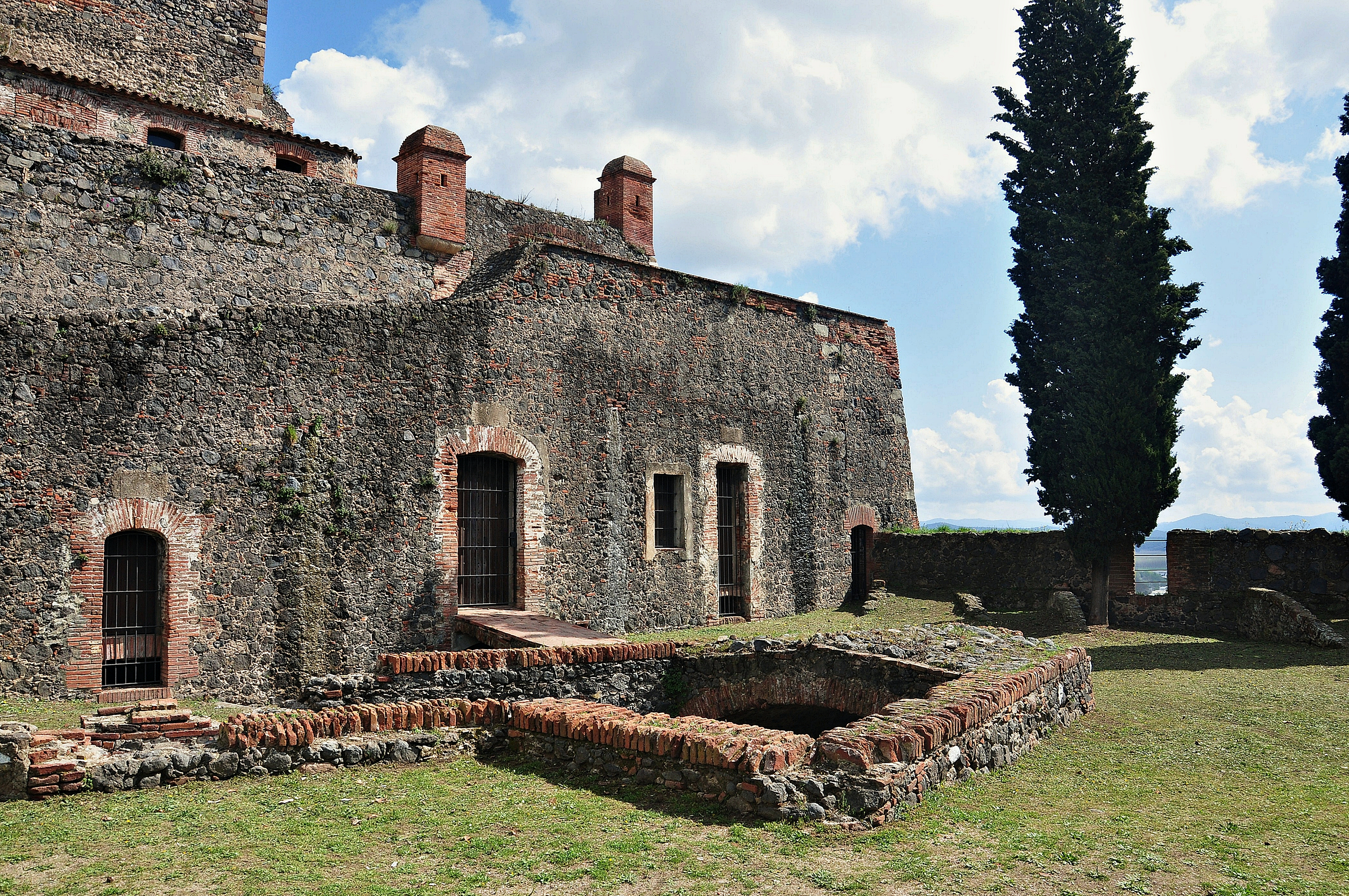

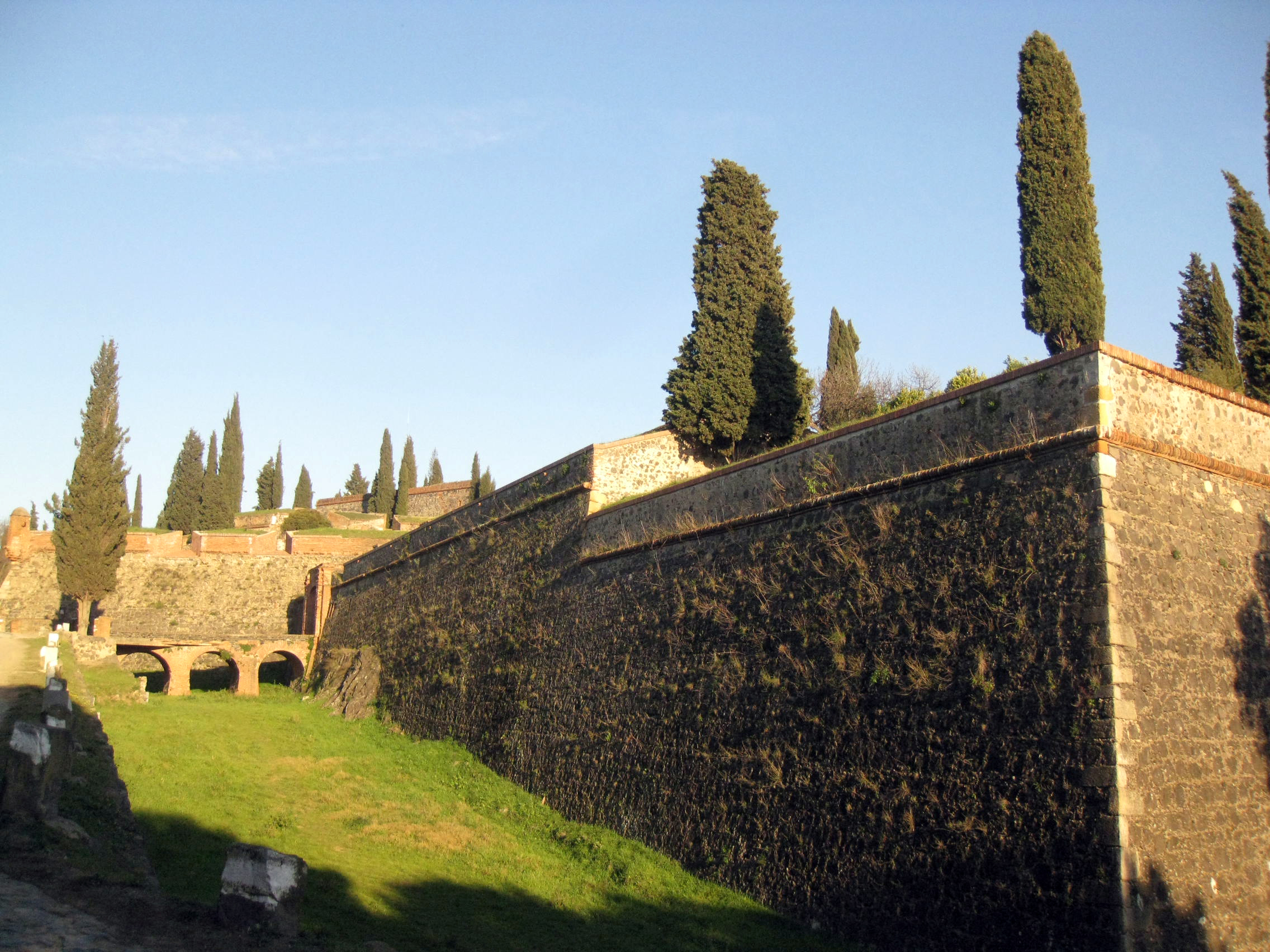
Fossat

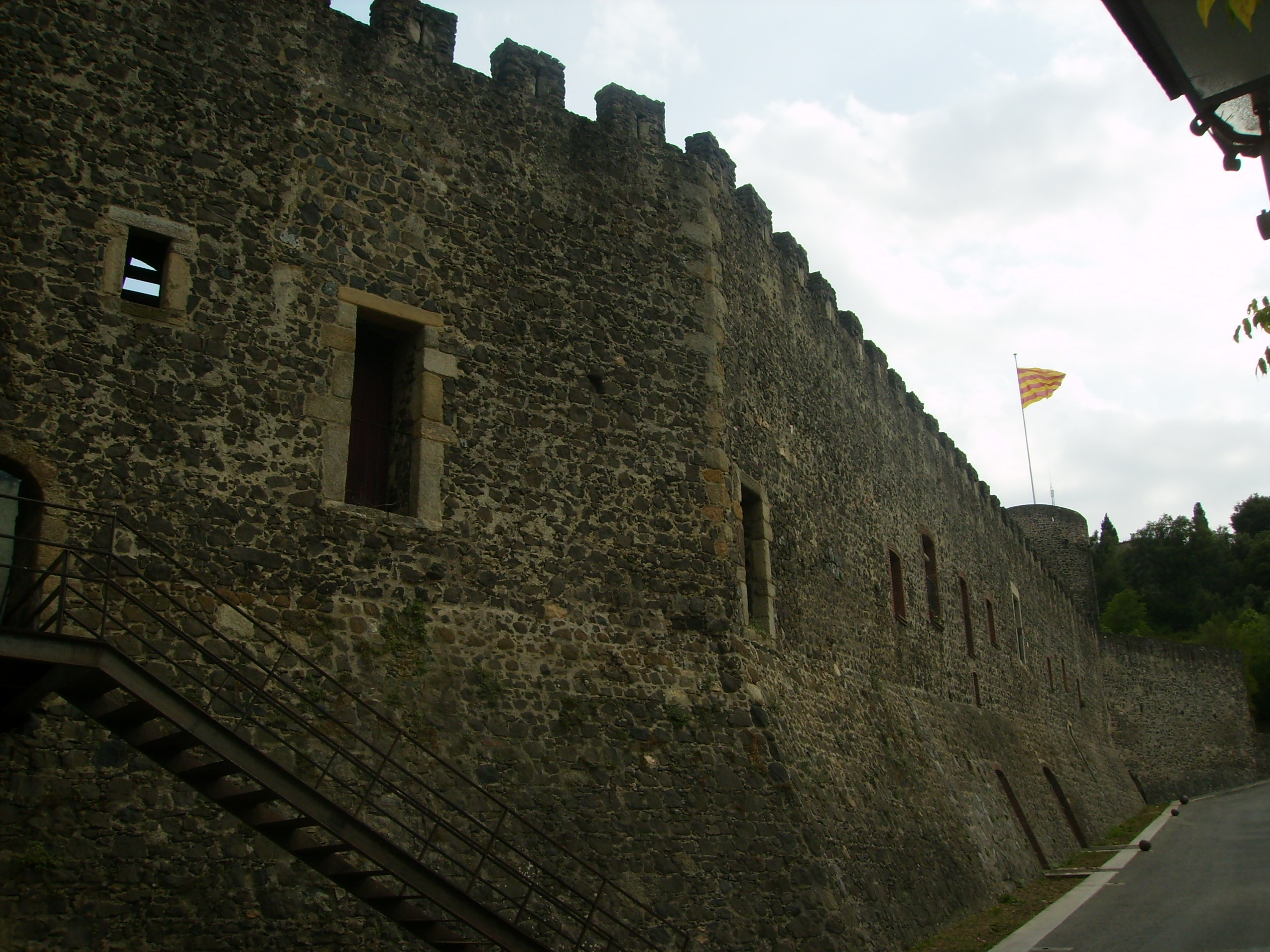
Muralla d'Hostalric

Del recinte emmurallat d'Hostalric es conserven uns 600 metres aproximadament, bàsicament els trams nord i oest amb el Portal de Barcelona a l'oest (reconstruït l'any 1969), que es troba protegit per la torre de l'Ararà. Des d'aquí fins a la plaça dels Bous (on antigament hi havia el Portal de Girona), trobem altres torres, quasi totes semicilíndriques amb merlets: La torre dels Bous o d'en Riera (torre en la qual hi ha una part adossada de Can Elias), la torre dels Cabrera, la torre d'Arenes, la torre Baylina, la torre d'en Caís i la torre Tuies Negres. En els trams de muralla que hi ha entre la torre dels Bous i part de la torre Tuies Negres, trobem un conjunt de garatges i terrats. Molt a prop del portal de Barcelona hi ha la torre d'Ararà o dels Presos (segle XIV-XV). Aquesta torre és més elevada que les altres, que trobem en el pany nord de la muralla. L'escarpa de la base és molt acusada, i a diferència de les altres torres que, estan coronades per merlets, està coronada per matacans. Damunt la planta baixa, coberta amb volta, trobem l'accés des del camí de ronda. Aquí trobem l'accés que s'ha adequat, a partir d'una escala, per poder pujar a la part superior de la torre. Sembla que antigament, hi havia hagut altres pisos, fets de fusta. L'altura de la torre s'explica pel fet que, és una torre d'angle i perquè a més, dominava el portal d'entrada a Hostalric pel camí de Barcelona. També cal destacar el seu sistema de defenses.
El portal de Barcelona (segle XIV-XV), va ser restaurat l'any 1969 i va perdre la seva estructura original, en ser desplaçat lleugerament de la seva ubicació original. Està conformat per un arc de mig punt adovellat, sobre el qual trobem uns merlets defensius. A la part dreta, destaca una torre circular, i part de la muralla.
El portal de les Hortes, situat al sud-est (s.XIV), té un arc de mig punt amb dovelles. Per la part que dona al carrer del Forn, és en arc carpanell. Aquest portal és l'únic que s'ha conservat en el seu estat originari. Adossada al portal hi ha Can Llibre i la casa del carrer del Forn, 15.
Desplaçada actualment del nucli emmurallat, trobem la torre dels Frares (segle xiii), que té una altura i un volum major respecte les altres torres. El nom li ve donat pel fet que al seu davant, a l'actual Casa de la Vila, hi havia un convent de mínims dels frares de l'orde de Sant Francesc de Paula. La torre (recentment restaurada i adequada com a indret expositiu de la història d'Hostalric i també com a mirador), fa 33 metres d'alçada, i està organitzada internament en tres plantes cobertes per volta de cúpula. L'accés es feia per la planta intermèdia a través d'una porta oberta sobre el camí de ronda de la muralla. Des d'aquí, a través d'una escala de cargol embeguda al mur, s'arribava a la part superior. En aquesta torre s'aprecien diferents etapes constructives.
La torre del Convent, adossada a l'antic convent de mínims (l'actual Casa de la Vila), pren el nom de l'antic convent al qual es trobava adossada. La torre circular, de dos pisos interiors, és més baixa que la resta de torres. Sembla que mai fou acabada del tot.
Totes les torres són de maçoneria de pedra basàltica. Es feien filades circulars que es fixaven fins a arribar al nivell de la volta, que es construïa amb encanyissat i s'hi deixava una trapa per on s'accedia a la planta superior. El parament emprat a la Torre dels Frares és més gran que a les altres torres.

### Fortalesa militar
La construcció originària, d'època medieval, no es conserven totalment sinó alguns petits elements. Les primeres obres abaluartades construïdes són de terres i feixines a finals del segle XVII. En aquest periode hi havia algún element defensiu construït de cal i canto (obra permanent) que va ser enderrocada pel duc de Noailles el 27 de juliol de 1695. Durant la guerra de Successió, el 1712 s'hi van tornar a fer obres permanents de fortificació segons el disseny de Francisco de Santa Cruz, enginyer militar al servei de l'arxiduc Carles. Un cop a mans de les tropes de Felip V, enginyers francesos sota les ordres de Pròsper Verboom (Enginyer francès sota les ordres de l'exèrcit de Felip V) van fer obres de millora a partir del primer quart del segle XVIII . D'aquella fortalesa, ens queda: entrada subterrània, baluard de Santa Tecla, , polvorí principal, baluard de la dent de serra, , la plaça de les armes,...
La fortalesa està conformat per tres baluards, un fossat i un revellí. Hi ha un camí que des de la vila condueix al a la fortlesa. És un camí fortificat, d'origen baix medieval. Els dos murs paral·lels al camí, estaven protegits per dues torres circulars avui inexistents (avui dia, només conserven un petit tram).

## Història

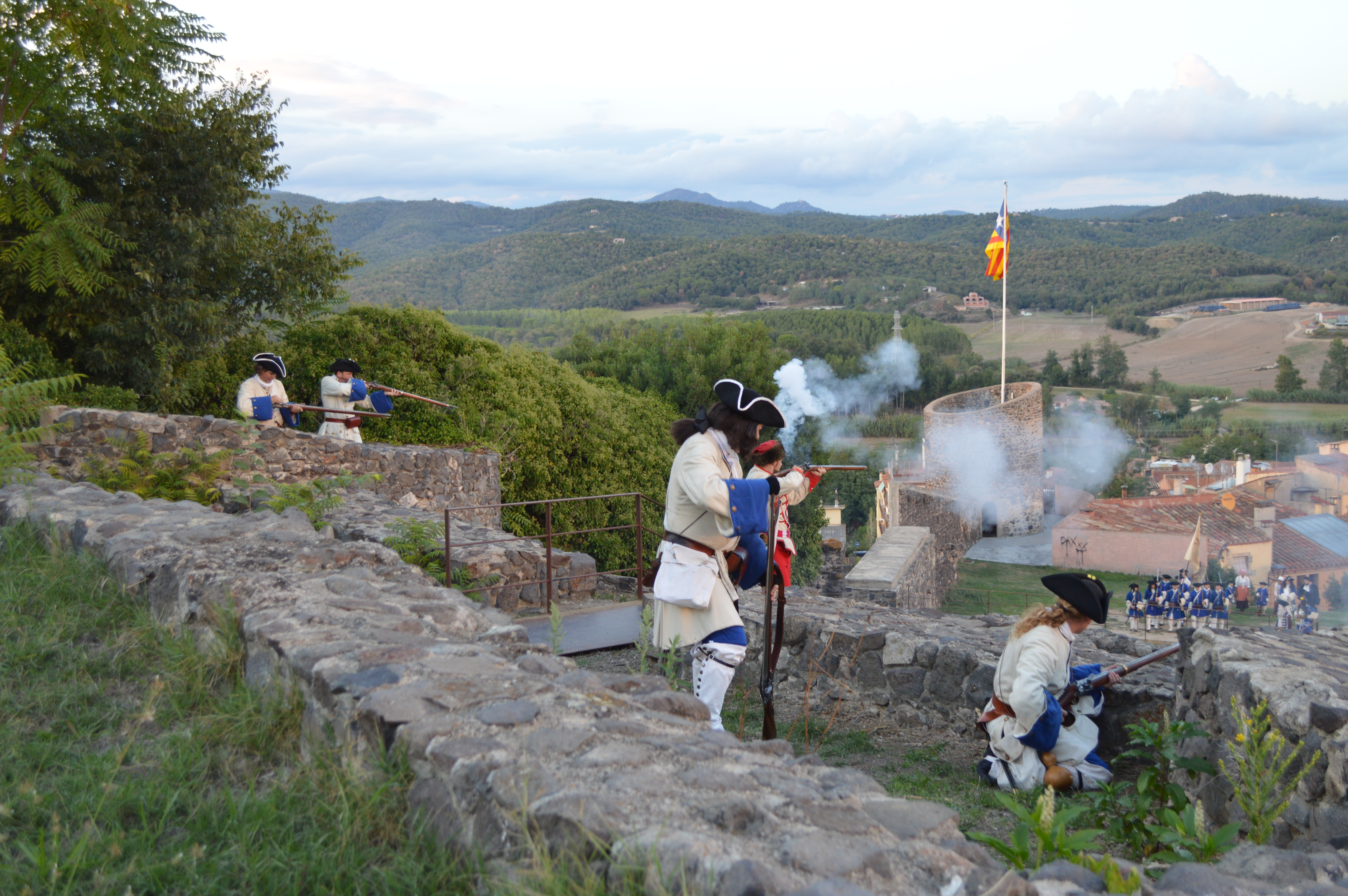
Recreació històrica del 2016 de l'intent de captura de la fortalesa durant la Guerra dels catalans per part de l'Expedició del Braç Militar.

Hostalric està situat sobre un cingle a la riba esquerra de la Tordera. A l'extrem de ponent hi ha el turó del Castell, d'origen volcànic, que separa la part antiga del poble del nucli nou. A l'edat mitjana, Hostalric fou seu administrativa del vescomtat de Cabrera. El castell responia a la tipologia de molts castells gironins de l'època: un petit castell-palau, més funcional que estètic.
El recinte emmurallat fou construït per disposició del vescomte Bernat IV de Cabrera a finals del segle xiv. Tenia quatre portes: l'arc de Barcelona (enderrocat a principis del segle XX i reconstruït el 1969 per Joan Bassegoda i Nonell) situat a l'entrada de l'actual barri de la Cotna; el de Girona (desaparegut al segle xix) situat a l'entrada del carrer Major; el portal dels Ollers o de les Hortes (situat a l'extrem del carrer del Forn) i el de les Vinyes (situat al corredor del Ferrocarril).
El 27 de juliol del 1695 el duc de Noailles va enderrocar el castell i un any després fou reconstruït segons plànols de l'enginyer militar Josep Chafrion. En el context de la guerra de Successió, el 1712 l'enginyer militar austriacista Francisco de Santa Cruz hi impulsa una nova campanya d'obres de fortificació. Entre el 1719 i el 1754 es construeix l'actual fortalesa militar a càrrec del general d'enginyers de Felip V, Pròsper de Verboom, autor també de la Ciutadella de Barcelona i de la fortificació de la Seu Vella de Lleida.
Si bé l'edifici actual és del segle xv, la primera notícia d'una església dedicada a la Mare de Déu en aquest lloc data de l'any 1280. Durant la Guerra de Successió (principis del segle xviii) la capella de la Mare de Déu dels Socors que hi havia al peu del castell fou destruïda. Per això la imatge de la Verge fou traslladada a l'església parroquial. El 1854 es va substituir l'altar per un de nou.
Durant la Guerra del Francès (1808-1814) Hostalric va tenir un important paper donant suport a l'entrada de queviures a la Girona assetjada i destorbant el pas a les tropes enemigues gràcies a la seva situació estratègica en una zona de pas. Per això als francesos els convenia prendre la vila. El primer atac va arribar el 7 de novembre del 1809 i només trobaren resistència a la torre dels Frares i a l'església on un grup de gent s'hi havia fet forta. Molts habitants van haver de fugir, ja que els francesos van cremar el poble. D'altres es van poder refugiar al castell. Aquest estigué assetjat des del 13 de gener fins al mes de maig del 1810.
Mantingué la seva condició de fortalesa militar, amb governador i guarnició, fins ben entrat el segle xx. Després passà a propietat municipal i ha estat convertida en restaurant. El conjunt es va declarar Monument històric el 13 de desembre del 1963 i quatre anys més tard començà la restauració. L'any 1967 comencen les obres de rehabilitació del castell. El 1996 el camí del castell va ser excavat.